# Oromocto (circonscription provinciale)
Circonscription électorale provinciale du Canada
Oromocto est une ancienne circonscription électorale provinciale du Nouveau-Brunswick représentée à l'Assemblée législative du Nouveau-Brunswick de 1994 à 2014. Elle est dissoute dans Oromocto-Lincoln-Fredericton notamment.

## Liste des députés
|  | Leroy Washburn       | Libéral                   | 1974 - 1978 |
|  | Leroy Washburn       | Libéral                   | 1978 - 1982 |
|  | Joseph Monbourquette | Progressiste-conservateur | 1982 - 1987 |
|  | Tom Gilbert          | Libéral                   | 1987 - 1991 |
|  | Albert Rector        | COR                       | 1991 - 1995 |
|  | Vaughn Blaney        | Libéral                   | 1995 - 1999 |
|  | Jody Carr            | Progressiste-conservateur | 1999 - 2003 |
|  | Jody Carr            | Progressiste-conservateur | 2003 - 2006 |
|  | Jody Carr            | Progressiste-conservateur | 2006 - 2010 |
|  | Jody Carr            | Progressiste-conservateur | 2010 - 2014 |